# Московский район (Санкт-Петербург)
Моско́вский райо́н — административно-территориальная единица Санкт-Петербурга.
Занимает площадь 7305,48 гектаров в центральном секторе южной части города между Кировским и Красносельским районами на западе и Фрунзенским районом на востоке. Южную и юго-западную оконечность Московского района формирует граница с Пушкинским районом, сформированным в 1938—1959 годах на ближайших пригородных территориях, ранее находившихся в прямом подчинении Ленсовету. На севере граничит с Адмиралтейским районом.
Район играет роль «южных ворот города», поскольку на его территории расположен международный аэропорт Пулково, а также проходят две крупные автодороги северо-запада России — «Россия» (Московское шоссе) и «Псков» (Пулковское шоссе/Киевское шоссе).

## Население
| 1939     | 2002     | 2009     | 2010     | 2012     | 2013     | 2014     | 2015     | 2016     |
| -------- | -------- | -------- | -------- | -------- | -------- | -------- | -------- | -------- |
| 179 927  | ↗275 884 | ↗281 840 | ↗288 744 | ↗302 587 | ↗315 011 | ↗326 241 | ↗332 596 | ↗337 153 |
| 2017     | 2018     | 2019     | 2020     | 2021     | 2023     | 2025     |          |          |
| ↗343 935 | ↗350 602 | ↗354 525 | ↘352 172 | ↘340 187 | ↘335 221 | ↘333 941 |          |          |

Национальный состав
По итогам переписи населения 2020 года проживали следующие национальности (национальности менее 0,1 % и другое см. в сноске к строке «Другие»):
| Национальность | Численность, чел. | Доля     |
| -------------- | ----------------- | -------- |
| Русские        | 236 705           | 69,58 %  |
| Украинцы       | 1723              | 0,51 %   |
| Татары         | 1217              | 0,36 %   |
| Азербайджанцы  | 1005              | 0,30 %   |
| Белорусы       | 939               | 0,28 %   |
| Армяне         | 909               | 0,27 %   |
| Узбеки         | 666               | 0,20 %   |
| Евреи          | 570               | 0,17 %   |
| Таджики        | 464               | 0,14 %   |
| Грузины        | 413               | 0,12 %   |
| Казахи         | 399               | 0,12 %   |
| Другие         | 95 177            | 27,95 %  |
| Итого          | 340 187           | 100,00 % |

## Внутригородские муниципальные образования
В границах Московского района Санкт-Петербурга располагаются 5 внутригородских муниципальных образований со статусом муниципальных округов:
| № | Флаг | Герб | Статус ВМО | Название ВМО        | Дата присвоения | Бывшее № название | Площадь, км² | Население, чел. (2025 г.) |
| - | ---- | ---- | ---------- | ------------------- | --------------- | ----------------- | ------------ | ------------------------- |
| 1 |      |      | мун. округ | Московская застава  | 17.06.1998      | МО № 44           | 10,01        | ↘45 013                   |
| 2 |      |      | мун. округ | Гагаринское         | 05.02.1999      | МО № 45           | 7,97         | ↘65 614                   |
| 3 |      |      | мун. округ | Новоизмайловское    | 17.06.1998      | МО № 46           | 6,69         | ↘83 286                   |
| 4 |      |      | мун. округ | Пулковский меридиан | 21.07.2008      | МО № 47           | 35,91        | ↘45 710                   |
| 5 |      |      | мун. округ | Звёздное            | 17.06.1998      | МО № 48           | 8,90         | ↗94 318                   |

## Инфраструктура
В начале XXI века в Московском районе насчитывалось более 252,4 тысячи жителей, из которых около 220 тысяч проживали в отдельных квартирах. В районе свыше 1100 жилых домов, и 100000 квартир, ведётся строительство больших объёмов нового многоквартирного жилья. В районе 43 школы, среди которых две гимназии, лицей, 8 школ с углубленным изучением предметов. В районе работает 16 средних специальных и профессиональных учебных заведений, 73 детских дошкольных учреждения. 4 больницы, 2 стоматологических поликлиники, 20 амбулаторно-поликлинических учреждений. К услугам жителей района — три парка, детский театр «Сказка», Дом молодёжи, 12 библиотек, муниципальный выставочный зал, спортивно-концертный комплекс, культурно-досуговый центр «Московский» и 23 подростковых центров и подростково-молодёжных клубов, две музыкальные и одна художественная школы, пять стадионов, Центр физической культуры, 3 плавательных бассейна, 27 теннисных кортов, 117 спортивных залов.
Московский район относится к промышленно развитым районам города и входит в пятерку крупнейших, обеспечивающих около 60 % производства промышленной продукции (работ и услуг). Определяющими отраслями для района являются машиностроение и пищевая промышленность. Предприятия и организации района осуществляют поставки оборудования и изделий в 35 стран мира. В XXI веке многие промзоны ликвидируются и застраиваются жильём и коммерческими площадями: так, полностью ликвидирована западная площадка завода «Электросила», ликвидируется исторический мясокомбинат «Самсон».
Из непроизводственных отраслей экономики определяющими для района являются транспортные грузовые и пассажирские перевозки и торговля. Территорию района пересекают промышленно значимые железнодорожные Путиловская ветвь и Южная портовая ветвь, на последней в пределах района находятся крупные грузовые станции Предпортовая и Среднерогатская.

### Крупные предприятия
- СПМБМ «Малахит»
- ЦМКБ «Алмаз»
- Крыловский государственный научный центр
- завод Электросила
- РНИИ «Электронстандарт»
- Ленгипронефтехим
- Ленгазспецстрой
- аэропорт Пулково

### Метро
Все ныне действующие в Московском районе станции метро принадлежат Московско-Петроградской линии и были построены в советскую эпоху. Это, в порядке открытия, по движению с севера на юг:
- Московские ворота (открыта 29 апреля 1961 года)
- Электросила (открыта 29 апреля 1961 года)
- Парк Победы (открыта 29 апреля 1961 года)
- Московская (открыта 25 декабря 1969 года)
- Звёздная (открыта 25 декабря 1972 года)
- Купчино (открыта 25 декабря 1972 года) с прилегающим электродепо «Московское», открытым 12 декабря 1972 г.

Выход из предшествующей «Московским воротам» станции  Фрунзенская (открыта 29 апреля 1961 года), расположенный между домами № 65 и 73 по Московскому проспекту, в 200 метрах от набережной Обводного канала, после последнего пересмотра внутригородских границ оказался в Адмиралтейском районе. Однако все кварталы на противоположной, чётной стороне проспекта, начиная от Обводного канала, относятся к Московскому району.
На начальных этапах находится строительство шестой, Красносельско-Калининской линии метро, три станции которой будут находиться в Московском районе и планируются к открытию в 2027 году.
- Боровая
- Заставская →  Московские ворота
- Броневая →  Броневая-2

Из них «Заставская» предполагается как пересадочная на ныне действующую станцию «Московские ворота» Московско-Петроградской линии, а «Броневая» — как пересадочная на станцию под условным названием «Броневая-2» на предполагаемой на отдалённую перспективу Кольцевой линии, проектирование которой пока не началось.

## История
История формирования Московского района неразрывно связана с историей развития Московского проспекта, вдоль которого район и формировался. Дорога, на которой сейчас находится Московский проспект, возникла ещё до существования Петербурга как дорога на Великий Новгород. В районе построенных в XIX веке Московских ворот начинался собственно Московский тракт. В петровские времена тут были установлены шлагбаум, или, как тогда говорили, рогатка, и караульная будка с будочником (у проезжавших проверяли подорожные и взимали сборы). Первая рогатка была у городской заставы (будущих Московских ворот), вторая, или средняя, рогатка находилась там, где сейчас раскинулась площадь Победы, а третья, дальняя, — возле мельничной плотины у подножия Пулковской горы. Средняя рогатка вскоре после возникновения стала транспортным узлом, где расходились направления на Москву, Царское Село, Петергоф (Псков, Ригу, Варшаву) и (на север) Петербург. В связи с этим с 1744 года на стыке дорог стоял столб с изображением сначала трёх, а впоследствии четырёх рук, указывающих направления (на современной площади Победы разделение направлений реализовано через круговое движение).

### Московская сторона, Средняя Рогатка
Историческим предшественником Московского района как административно-территориальной единицы города, является Московская сторона — одна из пяти частей, на которые Пётр I разделил Санкт-Петербург своим указом от 25 мая 1718 года. Названа по признаку расположения в начале дорог, ведущих на Москву. В ряду территориальных единиц, создававшихся в порядке последующих реорганизаций, преемниками Московской стороны по названию и в основном по территории стали: Московское предместье (1767), вновь Московская сторона (1782) и, наконец, Московская волость Санкт-Петербургского уезда, просуществовавшая до преобразований, начатых в 1917 году Временным правительством и продолженных советской властью.
К названию Московской волости восходят названия ряда географических объектов, возникших на её территории в XIX—XX веках. В их числе Московское шоссе, непосредственно от которого в 1917 году получил своё имя и район. Московская волость и Московская часть — два разных объекта. Географически они никогда не пересекались: волость это часть уезда (в современных терминах, области), а Московская часть — одна из полицейских частей Петербурга, города как такового. У истоков оба этих понятия восходят к одной и той же Московской стороне времён Петра I. То, что проспект, проходящий через дореволюционную Московскую часть, в конце концов стал Московским, закономерно, так как в XVIII веке в Московской части находился выезд из города на Москву.
В 1714 году на Средней Рогатке был построен путевой Среднерогатский дворец для отдыха «августейших особ» в дороге. А в 1774 году между ближней и средней рогатками начали строить новый путевой дворец, который вначале назывался Кикерикекинским, а с 1780 года — Чесменским. В 1831 году Среднерогатский дворец передали под богадельню, перед которой разбили большой парк, а в 1971 году снесли для строительства памятника на Площади Победы (парк стал современным Пулковским парком).
В первой половине XVIII века застройка на Московском тракте тянулась только от Сенной площади до Фонтанки, южнее шумел лес, а на месте осушённых в 1730-е годы болот в районе Лиговского канала, пересекавшего дорогу, зеленели огороды. В первые годы тракт был плохо укатан, в дождливые дни он раскисал, путешественников трясло на рытвинах и ухабах. Но после учреждения в 1762 году Комиссии о каменном строении Санкт-Петербурга были проведены больши́е работы по благоустройству дороги: на всём протяжении до Царского села её расширили, по обеим сторонам проложили осушительные канавы, закрыли их и соединили между собой поперечными подземными сводами; проезжую часть засыпали песком, а затем мелким булыжником; по сторонам обложили «насыпь» кирпичом и снова покрыли толстым слоем чистого песка. Всё это завершилось к 1787 году. В это же время на дороге установили мраморные верстовые столбы, тринадцать из которых сохранились по сей день, выполненные по проекту архитектора Антонио Ринальди, хотя документально авторство Ринальди не подтверждается. Сравнительно недавно в собрании музея города Ангулема во Франции среди чертежей архитектора Ж. Б.-М. Вален-Деламота был обнаружен проект верстового столба, поставленного у Обуховского моста (такой же столб сохранился у Орловских ворот).
Рост Петербурга и развивающаяся промышленность требовали всё бо́льших объёмов сырья и продовольствия, поэтому в начале XIX века возникла необходимость в переустройстве и улучшении Московского тракта. В 1817—1834 годах он был выровнен, расширен, замощён тёсаным брусом, и превратился в первое в России шоссе, протяжённостью до Москвы. Вдоль него от Обводного канала до Средней Рогатки высадили небольшие липы. В 1838 году на новой границе города установили Московские триумфальные ворота. В это время вдоль тракта тянулись богатые дачи титулованных владельцев. Однако после окончания строительства железной дороги до Москвы транспортное значение Московского тракта резко упало, и южнее Обводного канала вместо дач стали появляться мелкие фабрики.
С 1839 года на Пулковской горе действует Главная астрономическая обсерватория Академии наук. Через неё проходит Пулковский меридиан, который в царской России использовался в качестве нулевого. Прямой, не содержащий поворотов, Московский проспект проходит почти вдоль этого меридиана, имея некоторое смещение к западу. В связи с этим один из современных округов Московского района называется МО Пулковский меридиан.

### Советское время

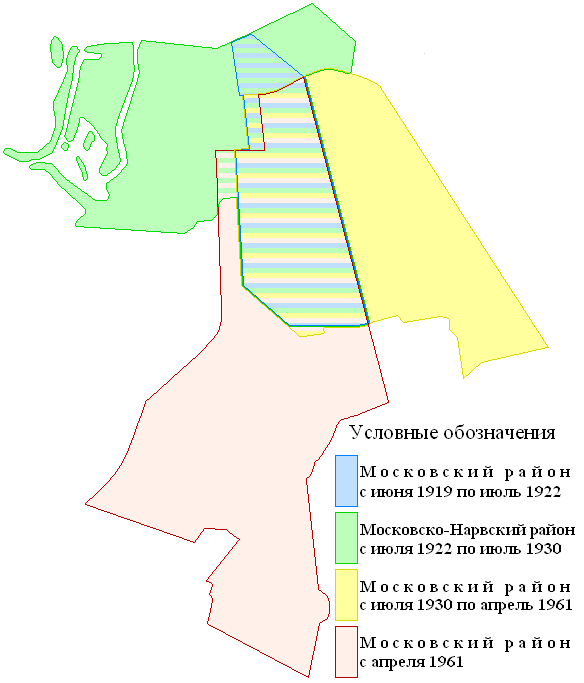
Изменения границ Московского района

Территории города в советский период изменялись, изменялись и границы Московского района, образованного в 1919 году. В год образования района его южная граница отодвинулась от Благодатной улицы до Средней Рогатки. В последующие четыре десятилетия происходили неоднократные изменения северной, западной и восточной границ Московского района, во время которых он включал в себя части современных Кировского, Адмиралтейского, Центрального и Фрунзенского районов. С 1936 года на Московском проспекте развернулись крупные работы по разработанному генеральному плану развития Ленинграда. Ядром застройки не только Московского района, но и всего города стала предполагаемая главная площадь Ленинграда — Московская, поэтому неузнаваемо преобразился Московский проспект. Но лишь после Великой Отечественной войны с образованием садово-паркового хозяйства Московского района началась разбивка парков, садов, скверов и планомерное озеленение Московского проспекта и всего района. Были заложены парк Победы и парк Авиаторов (на месте Корпусного аэродрома), озеленялись вновь возникающие улицы района.
В 1961 году южная граница района отодвинулась к Пулковским высотам, и территория Московского района приобрела своё современное очертание. А в 1975 году с открытием монумента героическим защитникам Ленинграда на площади Победы получил логическое завершение Московский проспект. За площадью Победы Московский проспект плавно переходит в Пулковское шоссе, по обе стороны от которого на всём протяжении разбиты скверы и сады, а с 1989 года начался формироваться и парк Городов-героев. С 1971 года вдоль Пулковского шоссе разместились теплицы фирмы «Лето» (ликвидированные в начале 2000-х гг.), а за железнодорожной платформой «Аэропорт» идёт территория аэропорта «Пулково». На подъезде к Пулковским высотам (Дальняя Рогатка) у шоссе сохранились два старинных фонтана, сооружённых около двухсот лет назад, за которыми от шоссе уходит дорога к городу Пушкину (Петербургское шоссе). Пулковские высоты, поднимающиеся над уровнем моря на 75 м, являются частью холмистой гряды из ледниковых отложений, окаймляющей Московский район с юга. С Пулковских высот открывается необозримая панорама Московского района и его окрестностей.
Район Пулковских высот в Великую Отечественную войну оказался краем обороны блокадного Ленинграда, в связи с чем здесь впоследствии прошёл мемориальный Зелёный пояс Славы, на котором в 1967 году был открыт памятник «Пулковский рубеж» и разбит большой сквер на месте ожесточённых боёв 1941—1944 гг. В войну были уничтожены почти все ранее имевшиеся поселения и строения на Дальней Рогатке.
Московский район — родина известного советского рок-музыканта Виктора Цоя: он родился в 1962 году в роддоме № 9 на территории Парка Победы, в его окрестностях прошло его детство и юность.

### Новейшее время
В 2005—2006 годах на Московском проспекте проведен комплексный ремонт. Было уложено современное дорожное покрытие, установлены новейшее осветительное оборудование и технические средства регулирования дорожного движения.
Московский проспект имеет достаточно завершенный архитектурный облик. Строительство новых зданий здесь практически не ведётся. Однако в 2008 году на пересечении Московского и Лиговского проспектов был возведен отель Holiday Inn «Московские ворота». В 17-этажном здании размещено 557 современно оборудованных номеров — от комфортабельных стандартных до номеров люкс. В конце 2010-х гг. данная территория подвергается массированной реновации в связи с ликвидацией железнодорожных путей бывшего Варшавского вокзала. Также на Московском проспекте идет строительство двух жилых комплексов — «Империал» (пересечение Московского проспекта и Киевской улицы) и «Граф Орлов» (Московский проспект, 181). Девелопер обоих объектов — строительная компания «ЛЭК». ЖК «Империал», расположенный у Воскресенского Новодевичьего монастыря, представляет собой восемь 19-этажных башен, соединённых 5-этажными зданиями. Законность возведения ЖК «Империал» ставилась под сомнение, о чём в 2009 году докладывали президенту Медведеву; эксперты называли возведение комплекса «градостроительной ошибкой». ЖК «Граф Орлов» занимает квартал между Московским проспектом и Варшавской улицей. В него также входят несколько высотных доминант, его строительство растянулось на много лет и по состоянию на 2019 год не завершено.

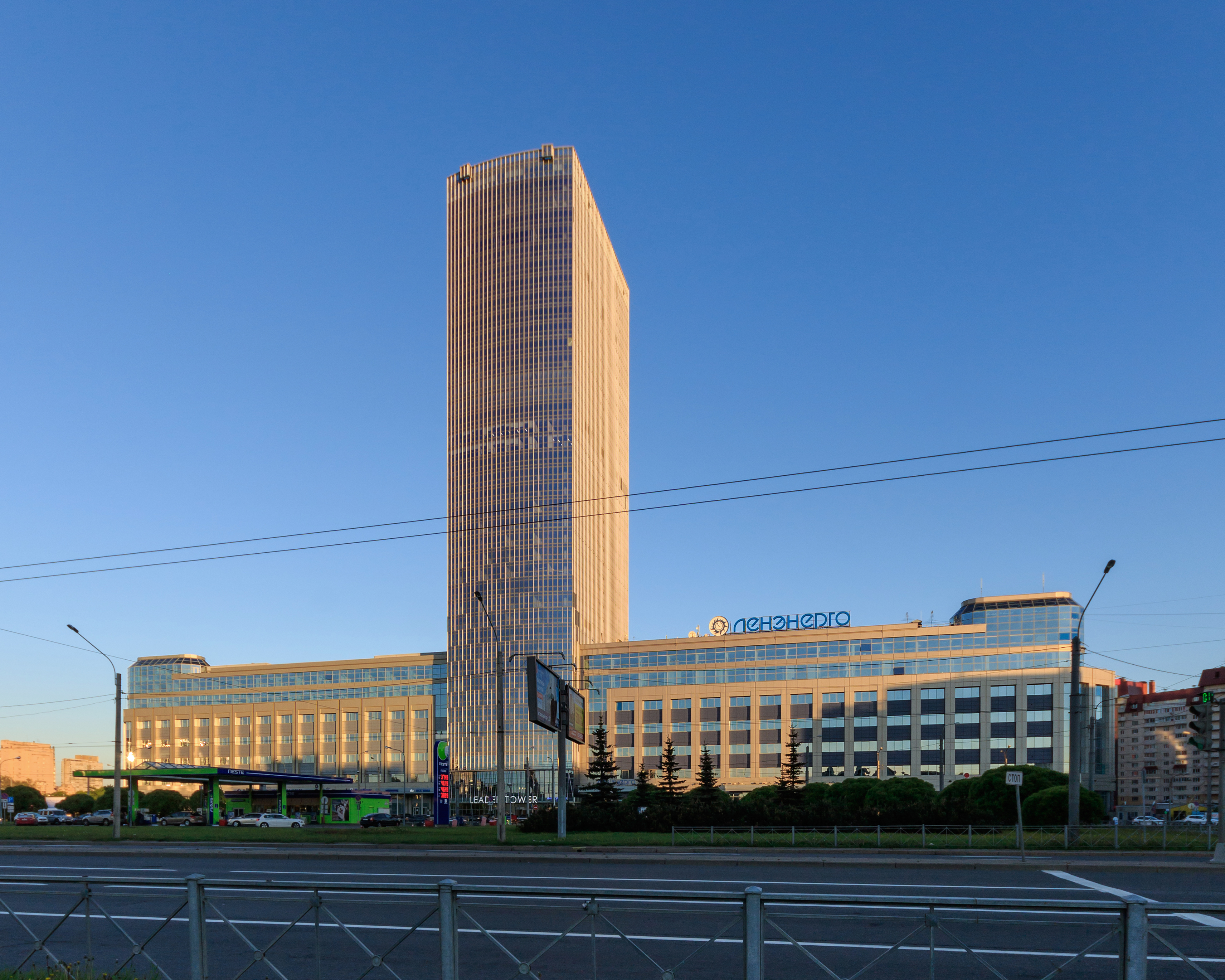
Башня «Лидер» на пл. Конституции (БЦ «Лидер-Тауэр»)

В мае 2006 года на Московской площади открылся фонтанный комплекс. Площадь стала излюбленным местом отдыха петербуржцев и гостей. В 2019 году фонтанный комплекс подвергся реконструкции.
В 2013 году завершено строительство башни Leader Tower — 42-этажный небоскрёб, самое высокое здание города в 2013—2016 гг. Высота здания, по сообщениям застройщика, составила 140 м (высота первого этажа 4,5 м, типовых этажей 3,3 метра без учёта перекрытий). Первое здание в городе (и второе после Петербургской телебашни сооружение), которое стало выше городской доминанты — Петропавловского собора. Небоскрёб расположен на площади Конституции. Архитектурно-художественная подсветка здания («медиа-фасад») позволяет использовать проектируемое здание как носитель рекламной информации и как мега-экран во время проведения торжественных городских мероприятий.
В 2019 году отмечается 100-летие Московского района.

## Отдых и развлечения
На территории района есть несколько скейт-парков.